# Du gör mig galen!
Du gör mig galen! (engelska: Silver Linings Playbook) är en amerikansk romantisk dramakomedi från 2012, regisserad och skriven av David O. Russell efter romanen med samma namn av Matthew Quick. Huvudrollerna spelas av Bradley Cooper och Jennifer Lawrence med Robert De Niro, Jacki Weaver och Chris Tucker i biroller.
Filmen hade premiär vid Toronto International Film Festival den 8 september 2012 och Sverigepremiär den 27 februari 2013. Den fick positiva och framgångsrika recensioner och nominerades till 8 stycken Oscars, bland annat för bästa film. Jennifer Lawrence belönades med Oscar för bästa kvinnliga huvudroll.

## Handling
Efter att ha vårdats på en psykiatrisk klinik i åtta månader har den manodepressiva Pat Solitano Jr. (Cooper) blivit utsläppt och flyttar in till sina föräldrar. Han får veta att hans fru, Nikki, har flyttat ifrån honom och att hans far, Pat Sr. (De Niro), är arbetslös och  försöker tjäna pengar genom hasardspel för att öppna en restaurang. Pat Jr. är fast beslutet att vinna tillbaka Nikkis hjärta, men har dessvärre besöksförbud efter att han misshandlade hennes älskare, varför Pat hamnade på kliniken. När han en kväll äter middag hos sin vän träffar han vännens svägerska, Tiffany Maxwell (Lawrence), en nybliven änka som just har blivit av med sitt jobb och lider av en depression. Pat finner sin chans att få kontakt med Nikki med Tiffanys hjälp. Men Tiffany tänker inte bara hjälpa Pat för ingenting utan vill ha något tillbaka i gengäld. Hon vill att Pat skall bli hennes danspartner i en kommande danstävling.

## Rollista
| Bradley Cooper    | – Patrizio "Pat Jr." Solitano |
| Jennifer Lawrence | – Tiffany Maxwell             |
| Robert De Niro    | – Patrizio "Pat Sr." Solitano |
| Jacki Weaver      | – Dolores Solitano            |
| Chris Tucker      | – Danny McDaniels             |
| Julia Stiles      | – Veronica Maxwell            |
| Brea Bee          | – Nikki                       |
| Anupam Kher       | – Dr. Cliff Patel             |
| Shea Whigham      | – Jake Solitano               |
| John Ortiz        | – Ronnie                      |
| Paul Herman       | – Randy                       |
| Dash Mihok        | – konstapel Keogh             |